# Al Smith (serieskapare)
Al Smith, född 2 maj 1902 i Brooklyn, död 24 november 1986 i Vermont, var en amerikansk serieskapare.
Bud Fisher som hade skapat Storklas och Lillklas (Mutt and Jeff) överlät 1932 det fortsatta skapandet av serien åt Al Smith.